# Eumenes bonariensis
Eumenes bonariensis är en stekelart som beskrevs av Brethes 1905. Eumenes bonariensis ingår i släktet krukmakargetingar, och familjen Eumenidae. Inga underarter finns listade i Catalogue of Life.